# 安德森 (阿拉巴马州)
安德森（英語：Anderson），是美国阿拉巴马州下属的一座城鎮。面积约为1.29平方英里（约合3.35平方公里）。根据2010年美国人口普查，该鎮有人口282人，人口密度为218.27/平方英里（约合84.18/平方公里）。